# محمود طاووسی
محمود طاووسی (زاده ۱۶ بهمن سال ۱۳۱۶ در همدان) زبان‌شناس ایرانی و پژوهشگر فرهنگ و زبان‌های باستانی ایران و استاد بازنشسته مدعو دانشگاه تربیت مدرس تهران است. از جمله اقدامات مهم وی می‌توان به راه‌اندازی رشته‌های باستان‌شناسی و پژوهش هنر در مقطع دکتری در دانشگاه تربیت مدرس تهران اشاره کرد.

## تحصیلات
- دوره ابتدایی و دبیرستان در همدان.
- کارشناسی: دانشگاه تبریز، رشته ادبیات و زبان فارسی، ۱۳۴۲.
- کارشناسی ارشد: دانشگاه تهران، رشته فرهنگ و زبان‌های باستانی ایران، ۱۳۴۸.
- دکتری: دانشگاه تهران، رشته فرهنگ و زبان‌های باستانی ایران، ۱۳۵۴.
- پژوهش در باستان‌شناسی و هنر ایران در سفر مطالعاتی به دانشگاه لندن.[۱]

## پیشینه شغلی
- معاون و سرپرست امور آموزشی مؤسسه آسیایی دانشگاه شیراز از سال ۱۳۵۳ تا ۱۳۵۸.
- سرپرست بخش زبان‌شناسی دانشگاه شیراز از سال ۱۳۵۸ تا ۱۳۶۸.
- استاد فرهنگ و زبان‌های باستانی ایران در دانشگاه شیراز تا ۱۳۷۷.
- مدیر گروه باستان‌شناسی دانشگاه تربیت مدرس از سال ۱۳۷۷ تا ۱۳۷۹.
- مدیر گروه پژوهش هنر دانشگاه تربیت مدرس از سال ۱۳۸۰ تا ۱۳۹۱.
- استاد گروه زبان و ادبیات فارسی دانشگاه آزاد رودهن از سال ۱۳۹۱ تا کنون.[۲]

## مهم‌ترین کتاب‌ها (نگارش، تصحیح و ویرایش)
- دیوان ادیب طوسی، تبریز: نشر ابن‌سینا، ۱۳۴۲.
- مجموعه مقالات دکتر نوابی، شیراز: دانشگاه شیراز، ۱۳۵۴.
- مثنوی خضر و موسی (اثر وقار شیرازی)، شیراز: انتشارات فروزنگه، ۱۳۶۱.
- عشره کامله (اثر وقار شیرازی)، شیراز: انتشارات فروزنگه، ۱۳۶۲.
- فرمان حضرت علی به مالک اشتر (اثر وقار شیرازی)، شیراز: انتشارات نوید، ۱۳۶۳.
- واژه‌نامه شایست نشایست، شیراز: دانشگاه شیراز، ۱۳۶۵.
- انجمن دانش (اثر وقار شیرازی)، شیراز: انتشارات نوید، ۱۳۶۶.
- گنجینه هنر خط و تذهیب، شیراز: انتشارات نوید، ۱۳۷۰.
- نامگانی استاد علی سامی، شیراز: انتشارات نوید، ۱۳۷۰.
- یکصد غزل و یک ساقی‌نامه از خواجو، شیراز: انتشارات نوید، ۱۳۷۲.
- تذکره مرآت الفصاحه، شیراز: انتشارات نوید، ۱۳۷۲. (کتاب تقدیر شده دانشگاهی سال ۱۳۷۲)
- آقافتحعلی حجاب شیرازی، شیراز: انتشارات نوید، ۱۳۷۴.
- گنجینه دستنویس‌های پهلوی و پژوهش‌های ایرانی که از سال ۱۳۵۳ شروع و تا سال ۱۳۵۸ با همکاری آقایان استاد ماهیار نوابی و جاماسب آسا چاپ شده‌است.
- دیوان وصال شیرازی، شیراز: انتشارات نوید، ۱۳۷۸.
- خلیل اله خلیلی و مثنوی چاپ نشده‌ای از او، شیراز: انتشارات نوید، ۱۳۷۸.
- تذکره شعاعیه، شیراز: بنیاد فارس‌شناسی، ۱۳۷۸.
- گلشن وصال، علی روحانی وصال، شیراز: نوید شیراز، ۱۳۸۵
- ترکیب در شاهنامه فردوسی ، انتشارات‌ نوید شیراز، سال۱۳۶۸
- تصحیح دستنویس ت ۳۰، انتشارات برسم.۱۴۰۲
- دستورالکاتب فی تعیین المراتب، انتشارات نوید شیراز، ۱۳۹۳
- تصحیح خضر و موسی نوشته وقار شیرازی، انتشارات فروزنگه،
- تصحیح عشره کامله، نوشته وقار شیرازی، انتشارات فروزنگه
- دیوان نثار شیرازی، شیراز: انتشارات نوید، ۱۳۸۴.[۱]

## مهم‌ترین مقاله‌ها
- درایان جوشنی و درایان خورشنی، پژوهشنامه مؤسسه آسیایی شماره ۳–۱، سال ۱۳۵۵.
- با یک موزه راه رفتن، پژوهشنامه مؤسسه آسیایی شماره ۴–۲، سال ۱۳۵۶.
- نکته‌ای دربارهٔ داستان فریدون، مجله آینده، ۱۳۶۱.
- اندرز آذرباد مار سپندان، پژوهشنامه مؤسسه آسیایی شماره ۴–۲، سال ۱۳۵۷.
- انتقادی به کتاب «اولین سفرای ایران و هلند»، مجله راهنمای کتاب سال ششم، ۱۳۵۶.
- آوانویسی و ترجمه بخش ۴ متن پهلوی شایست نشایست، مجله فروهر شماره ۴–۳، ۱۳۶۴.
- نکته‌ای دربارة زندگی عبدالله هروی خوشنویس، مجله علوم انسانی و اجتماعی دانشگاه شیراز، شماره ۱ دوره دوم، ۱۳۶۵.
- امشا سپندان، مجله فروهر شماره ۱۲–۱۱، ۱۳۶۸.
- سرستونی از دوران شاپور اول ساسانی، مجله علوم انسانی و اجتماعی دانشگاه شیراز – دوره سوم، شماره اول و دوم، ۱۳۶۸.
- ترجمه منظوم دعای صباح، مجله علوم انسانی و اجتماعی دانشگاه شیراز دوره پنجم، شماره اول، ۱۳۶۸.
- M. Tavoossi, An Inscribed Capital Dating from the time of Shapur I Bulletin of the Asia Institute vol 3. Detroit Michigan 1989.
- بابی در ریشه‌شناسی واژگان فارسی، مجله علوم اجتماعی و انسانی دانشگاه شیراز، شماره ۲–۱، ۱۳۷۱.
- کتیبه سند ماندگار، نشریه دانشگاه آزاد اسلامی فیروز آباد، شماره ۱، ۱۳۷۱.
- سخنوران فیروزآباد، مجله طلایه نشریه دانشگاه‌آزاد فیروزآباد، ۱۳۷۲.
- گفتگو در زمینه «هنر خوشنویسی»، نشریه چلیپا، انجمن خوشنویسان ایران سال اول، شماره ۲، ۷۲–۱۳۷۱.
- طب جمالی و شفای حالی (معرفی نسخه خطی منحصر به فرد)، مجموعه مقالات «نامگانی استادعلی‌سامی» جلد ۲، ۱۳۷۲.
- پارس و پارسی، مجله فرهنگ فارس، شماره اول، ۱۳۷۳.
- آقا فتحعلی حجاب شیرازی خوشنویس، مجله فرهنگ فارس، شماره اول، ۱۳۷۳.
- شیخ مفید داور، مجله فرهنگ فارس، شماره ۳، ۱۳۷۴.
- آشنایی در دیار ما (پروفسور پوپ) فارس شناخت، شماره ۱، ۱۳۷۸.
- معرفی انتقادی کتاب «از زبان داریوش»، کتاب ماه تاریخ، شماره ۲۵، ۱۳۷۰.
- استاد ماهیار نوابی (زندگی و آثار)، نامه فرهنگستان، شماره ۱۷، ۱۳۸۰.[۳]